# Franklin Towers
Franklin Towers je najviša zgrada u američkoj saveznoj državi Maine s visinom od 62 metra. Nalazi se u gradu Portlandu na uglu ulice Franklin i avenije Cumberland.
Neboder je dovršen 1969. godine te se primarno koristi u stambene svrhe. Franklin Towers kroz organizaciju Portland Housing Authority (PHA) ima sve kriterije kako bi stambeno zbrinuo umirovljenike, invalide i osobe s malim prihodima. Također, PHA omogućava svojim stanarima da plaćaju svega 30% iznosa stanarine.

## Vanjske poveznice
- Emporis.com